# Jules Marcadet
Jules Gustave Marcadet (Parigi, 10 marzo 1866 – Vaucresson, 15 agosto 1959) è stato un dirigente sportivo francese.

## Biografia
Nato da una famiglia della Sarthe e rimasto orfano a 15 anni, il 13 dicembre 1883 Jules Marcadet fondò lo Stade Français al Café Procope di Saint-Germain-des-Prés; contemporaneamente fu ammesso alla École des hautes études commerciales de Paris, ottenendo una borsa di studio per il completamento degli studi, che si conclusero con il diploma nel 1885.
In qualità di segretario generale dello Stade Français, il 27 giugno 1884 ottiene l'autorizzazione all'uso delle Tuileries e della terrazza dell'Orangerie la domenica mattina e il giovedì pomeriggio per la formazione degli sportivi, il cui reclutamento era essenzialmente accademico e senza distinzione di classe sociale. Lo Stade Français fu campione francese di rugby nel 1893, 1894, 1895, 1897 e 1898; ciclismo e tennis furono tra le discipline più popolari all'interno del club sportivo. Marcadet si ritirò nel 1899 e fu nominato presidente onorario a vita.
I fondatori di Racing Club de France e quelli di Stade Français fondarono il 20 novembre 1887 l'Union des sociétés françaises de course à pied, che divenne due anni dopo, il 31 gennaio 1889, l'Union des sociétés françaises de sports athlétiques (USFSA), presieduta da Georges de Saint-Clair con Marcadet come segretario generale, carica ceduta a Pierre de Coubertin nel 1890.
Marcadet divenne poi un alto funzionario presso il Ministero delle Finanze che lo allontano da Parigi a partire dal 1926. Fu successivamente tesoriere generale del dipartimento dell'Ain poi di Yonne. Si ritirò nel 1931. A Jules Marcadet fu conferita la medaglia d'onore della gioventù e dello sport e divenne ufficiale dell'Ordine al merito agricolo e della Legion d'onore; nel 2002 fu inserito anche nelle Gloire du sport.